# 长梁乡 (蓬安县)
长梁乡，是中华人民共和国四川省南充市蓬安县曾经下辖的一个乡。2019年10月，撤销两路乡和长梁乡，将其所属行政区域划归锦屏镇管辖。

## 行政区划
长梁乡撤销前下辖以下地区：
射虹铺村、沙埂子村、葫芦包村、狮儿梁村、谢家沟村、鹅项颈村、石佛寺村、中坝村、石狮子村、蔡家渡村、文昌村、邓家渡村、金坡梁村、桐桷寨村、石板沟村和燕子窝村。